# Adesmia glomerula
Adesmia glomerula es una especie de planta floral del género Adesmia, categorizada en la tribu Dalbergieae, de la familia Fabaceae.

## Distribución
Especie nativa de Argentina y Chile. Crece en el bioma subártico.

## Taxonomía
Fue descrita por Clos y publicada en C.Gay, Fl. Chil. 2: 184 (1847).